# Asplenium trichomanes x viride
Asplenium trichomanes x viride là một loài dương xỉ trong họ Aspleniaceae. Loài này được Milde mô tả khoa học đầu tiên năm 1865.
Danh pháp khoa học của loài này chưa được làm sáng tỏ. 

## Hình ảnh

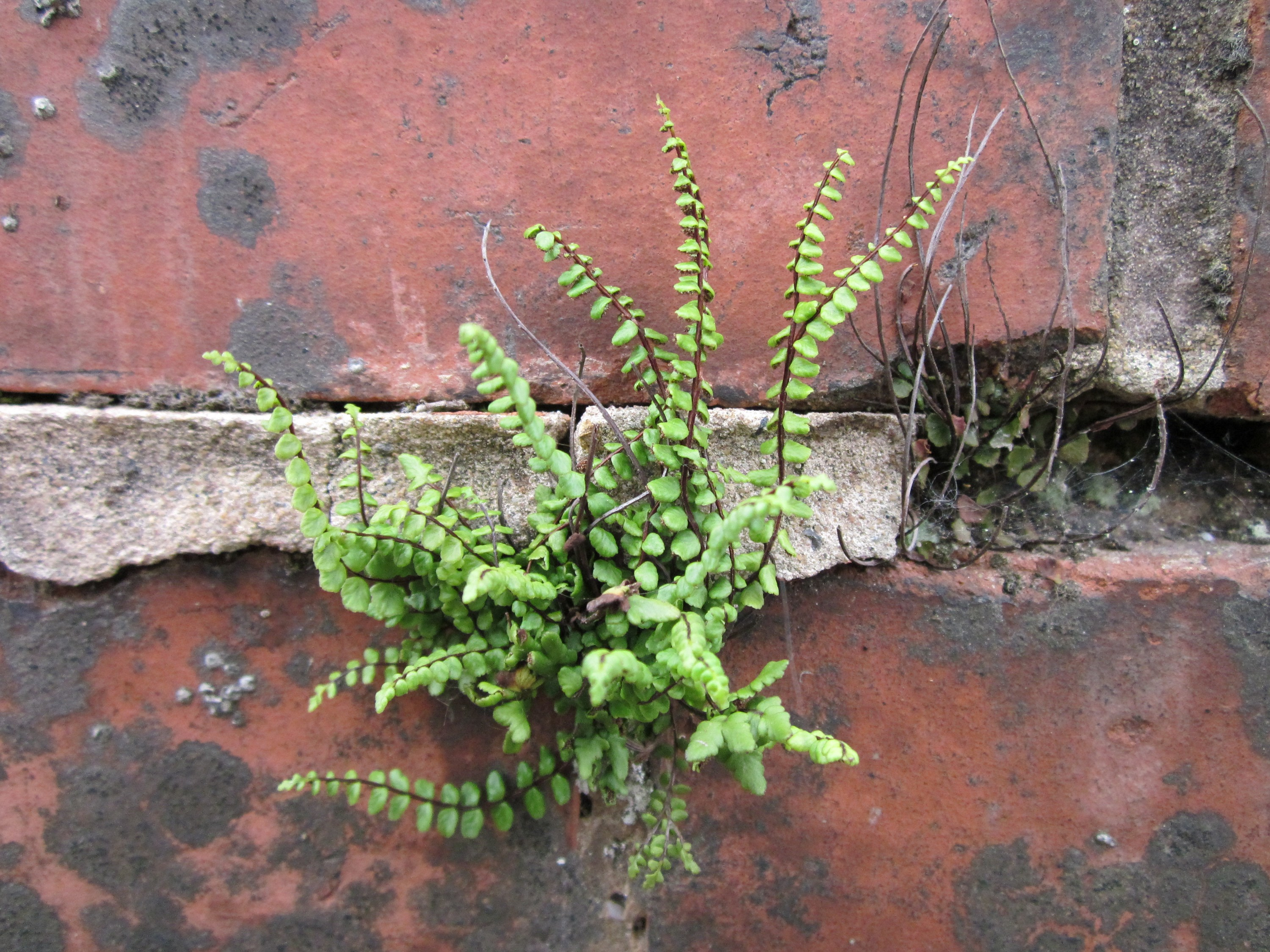
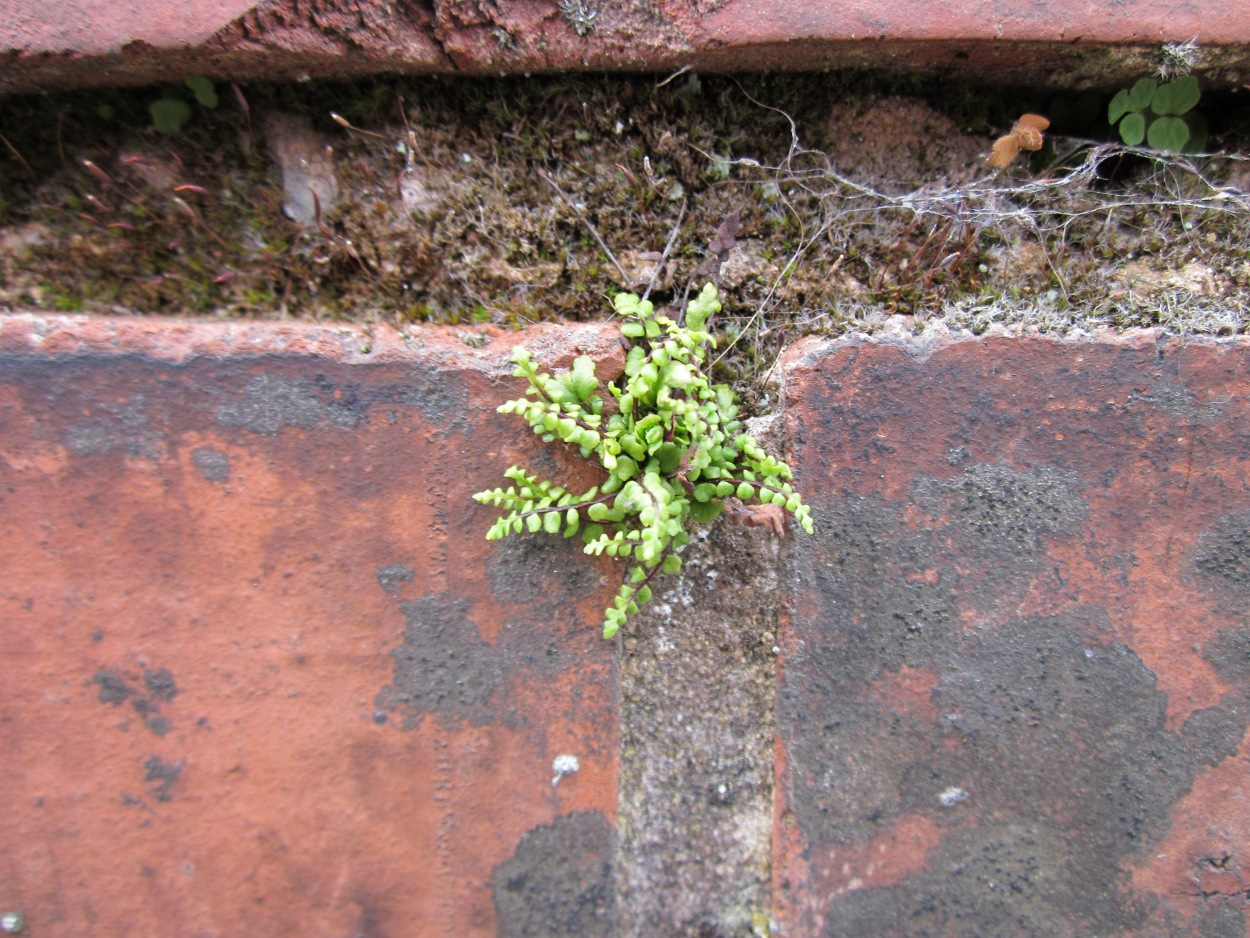
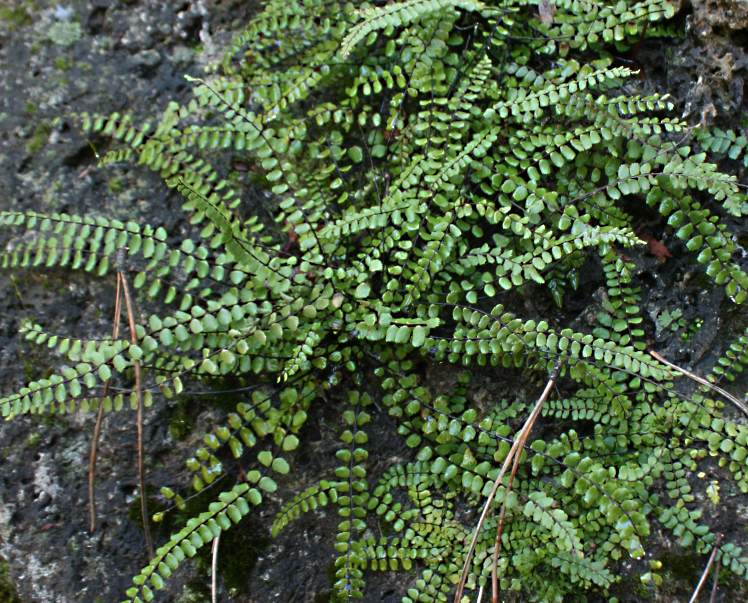
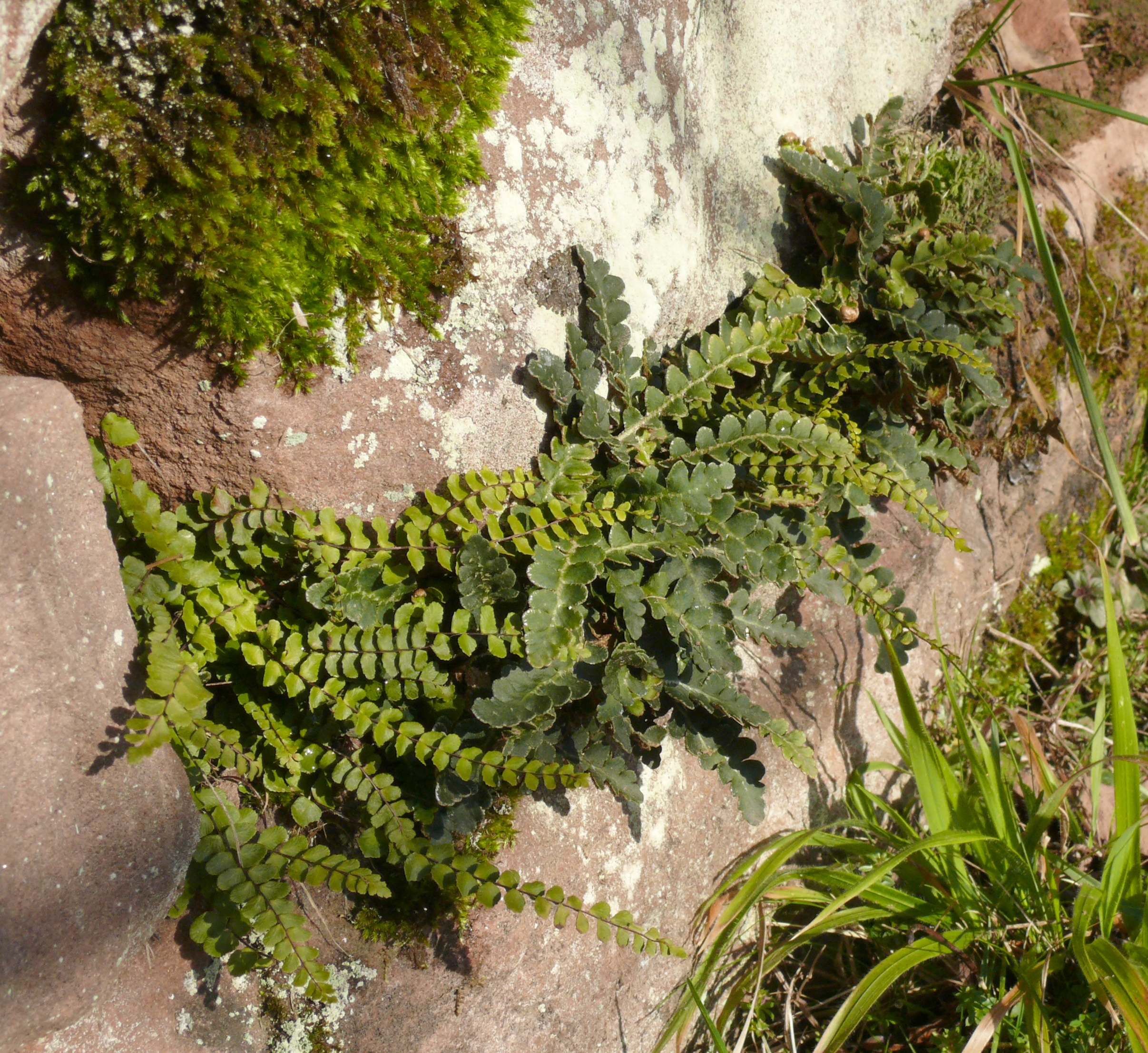